# Santi Aquila e Priscilla

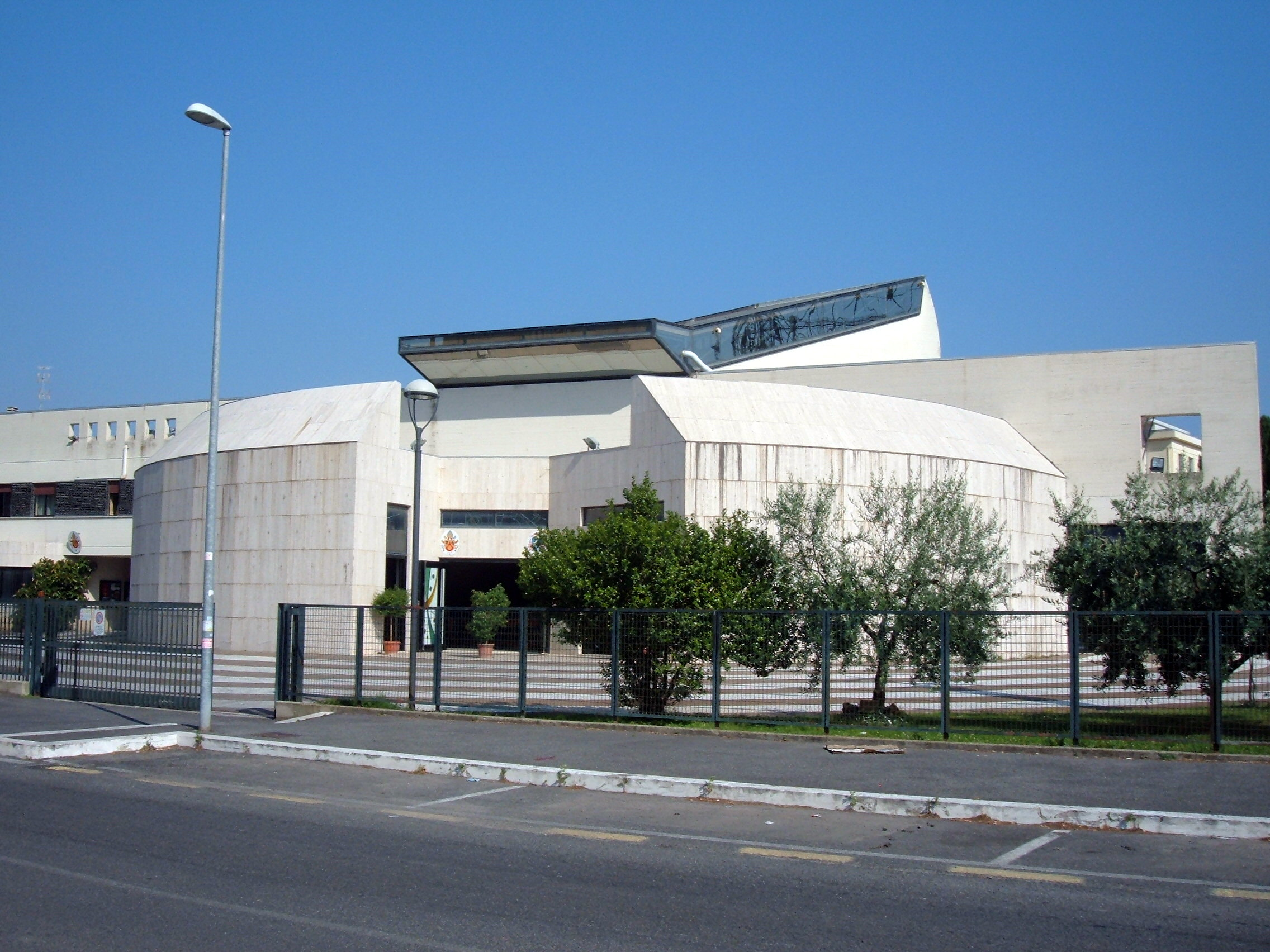

Santi Aquila e Priscilla (lat.: Sanctorum Aquilae et Priscillae) ist eine Kirche in Rom.

## Überblick
Die Pfarrei wurde am 5. November 1971 mit dem Erlass des Angelo Kardinal Dell’Acqua  "Neminem fugit" errichtet. Mit einer Spende des Marchese Antonio Gerini konnte die Kirche in Auftrag gegeben werden.
Der moderne Kirchenbau wurde nach einem Entwurf des Architekten Ignazio Breccia Fratadocchi von 1989 bis 1992 erstellt und am 10. Mai 1992 von Ugo Kardinal Poletti geweiht. Am 15. November 1992 weihte Papst Johannes Paul II. die Kirche. Er erhob auch die Kirche am 26. November 1994 zu einer Titelkirche der römisch-katholischen Kirche. Namenspatrone sind Priszilla und Aquila. Sie ist die Kirche der Pfarre Santi Aquila e Priscilla.
Die Kirche ist im Grundriss elliptisch angeordnet. Die Decke erhebt sich leicht über dem Altarraum mit dem Hauptaltar aus hellem Marmor und findet den Abschluss in einem großen Oberlicht. Das Presbyterium ist von einem großen Gemälde Unserer Lieben Frau von Guadalupe dominiert. Die Kirche ist mit einer Tamburini-Pfeifenorgel ausgestattet.
Die Kirche befindet sich im römischen Quartier Portuense im XI. Munizipium in der Via Pietro Blaserna, 113 zwischen einem ab den 1960er Jahren eng bebautem Wohnviertel und einem heute zum großen Teil brach liegenden Industriegebiet am rechten Tiberufer.

## Kardinalpriester
- Jaime Ortega, 6. November 1994 bis 26. Juli 2019
- Juan García Rodríguez, seit 5. Oktober 2019